# Cătălin Țîră
Cătălin Țîră (Boekarest, 18 juni 1994) is een Roemeens voetballer die als aanvaller speelt.

## Clubcarrière
Hij begon Dinamo Boekarest en werd in 2009 door Udinese naar Italië gehaald. In 2010 kwam hij bij SS Lazio en in 2013 werd hij voor twee jaar met een optie op nog twee jaar door ADO Den Haag gecontracteerd. Țîră debuteerde op 26 oktober 2013 voor ADO als invaller voor Michiel Kramer in de thuiswedstrijd tegen FC Twente en kreeg in de slotfase een gele kaart. Wegens gebrek aan perspectief werd het contract van Țîră in augustus 2014 ontbonden. Hij vervolgde zijn loopbaan bij FC Brașov. Țîră speelde voor diverse Roemeense clubs in de Liga 2 en had een korte periode in Azerbeidzjan bij Neftçi Bakoe.
In 2013 debuteerde hij voor het Roemeens voetbalelftal onder 21. Ook zijn vader Fănel Țîră was profvoetballer.